# راز کدوی سحرآمیز
راز کدوی سحرآمیز (انگلیسی: The Secret of the Magic Gourd) فیلمی در ژانر فانتزی است که در سال ۲۰۰۷ منتشر شد. از بازیگران آن می‌توان به ژیژی لیانگ و کوربین بلو اشاره کرد.

## داستان
داستان دربارهٔ ماجرای خنده‌دار پسری تنبل به نام وانگ بو است که حاضر نیست هیچ کارش را خودش انجام دهد. روزی از روزها هنگامی که وانگ بو در حال ماهیگیری بود، یک کدو تنبل سخنگو نصیبش می‌شود. این کدوی اسرارآمیز قادر است تمام آرزوهای وانگ بو را برآورده کند؛ اما برایش خرج دارد.